# Eleição para governador de Jacarta em 2007
Uma eleição para governador foi realizada em 8 de agosto de 2007 para eleger o governador de Jacarta para o mandato de cinco anos entre 2007 e 2012. Esta foi a primeira eleição direta para a capital. O titular da época, Sutiyoso, não participou da eleição, que foi disputada entre o vice governador Fauzi Bowo e o ex-general da polícia Adang Daradjatun.
Fauzi Bowo, que havia recebido o apoio político de uma importante coalizão de partidos, venceu a eleição e obteve quase 58% dos 3,6 milhões de votos, enquanto seu adversário recebeu cerca de 1,5 milhões, apesar de ter sido apoiado apenas pelo Partido da Justiça Próspera (PKS).

## Contexto
Antes de 2005, líderes regionais, como governadores e prefeitos, eram indiretamente eleitos pelo órgão legislativo regional (Dewan Perwakilan Rakyat Daerah), tais órgãos foram eleitos em eleições públicas. Após 2005, este sistema foi substituído por eleições diretas para regiões locais.
Em setembro de 2002, o governador anterior, Sutiyoso, foi reeleito para seu segundo mandato através do método indireto com Fauzi Bowo como seu vice, numa votação realizada em meio a manifestações contra seu governo. Observadores descreveram os resultados como "esperados".

## Candidatos
O vice-governador, Fauzi Bowo, recebeu o apoio de uma importante coligação de partidos, enquanto o seu adversário, Anang Daradjatun, conseguiu apenas garantir o apoio do Partido da Justiça Próspera - que anteriormente havia vencido as eleições locais das cidades satélites de Bekasi e Depok, em Jacarta. Além dos dois, várias outras personalidades como Agum Gumelar e Faisal Basri também foram candidatos em potencial, mas não conseguiram garantir o apoio.
O então acadêmico Anies Baswedan observou a grande quantidade de negociações e transações envolvidas na formação da coalizão.

## Questões
As principais questões contestadas foram a pobreza crônica e o desemprego, além dos engarrafamentos da cidade e das inundações anuais. Tópicos como corrupção e o papel do Islã na vida pública também se tornaram áreas de campanha.
A campanha de Fauzi Bowo afirmou, em particular, que o governo de Daradjatun resultaria em limitações para a vida noturna da cidade por causa de seu apoio do partido islamista PKS. Este último negou isso e, por sua vez, acusou Bowo de estar em dívida com seus apoiadores políticos. Daradjatun também acusou a administração anterior de incompetência.

## Resultados
Após os primeiros votos, Anang e Dani admitiram a derrota antes dos resultados oficiais serem divulgados. Fauzi Bowo-Prijanto foram declarados oficialmente como vencedores das eleições em 16 de agosto, após obter 2.109.511 (57,87%) dos votos, enquanto Anang obteve 1.535.555 (42,13%) votos. Os vencedores ganharam em todas as cidades constituintes e no arquipélago Mil Ilhas. A participação de mais de 3,6 milhões de eleitores (por volta de 65%) superou as expectativas.
| Votos por área       | Fauzi-Prijanto | Fauzi-Prijanto | Anang-Dani | Anang-Dani |
| Votos por área       | Votos          | %              | Votos      | %          |
| -------------------- | -------------- | -------------- | ---------- | ---------- |
| Jacarta Central      | 234,144        | 56.04          | 183,679    | 43.96      |
| Jacarta Oriental     | 611,788        | 56.78          | 465,750    | 43.22      |
| Norte de Jacarta     | 319,506        | 57.56          | 235,616    | 42.44      |
| Jacarta Setentrional | 460,380        | 57.40          | 341,667    | 42.60      |
| Jacarta Ocidental    | 475,894        | 60.94          | 304,983    | 39.06      |
| Mil Ilhas            | 7,799          | 66.89          | 3,860      | 33.11      |
| Total                | 2,109,511      | 57.87          | 1,535,555  | 42.13      |